# Indonesische Superliga 2011
Die Indonesische Superliga 2011 war die zweite Auflage dieser Mannschaftsmeisterschaft für indonesische Klubteams. Die Finalrunde fand vom 20. bis zum 26. Februar 2011 in Surabaya statt.

## Herrenteams

### Vorrunde
| Team                  | Punkte | Spiele | Siege | Niederlagen |
| --------------------- | ------ | ------ | ----- | ----------- |
| PB SGS PLN            | 5      | 6      | 5     | 1           |
| PB Jayaraya Suryanaga | 4      | 6      | 4     | 2           |
| PB Tangkas Alfamart   | 4      | 6      | 4     | 2           |
| PB Djarum             | 4      | 6      | 4     | 2           |
| PB Musica Champion    | 3      | 6      | 3     | 3           |
| PB Jayaraya           | 1      | 6      | 1     | 5           |
| PB Mutiara            | 0      | 6      | 0     | 6           |

### Spiel um Platz 3
PB Djarum ( 3-2 ) PB Tangkas Alfamart
| Disziplin | PB Djarum                                    | PB Tangkas Alfamart                   | Ergebnis            |
| --------- | -------------------------------------------- | ------------------------------------- | ------------------- |
| 1. Einzel | Dionysius Hayom Rumbaka                      | Nguyễn Tiến Minh                      | 21-8, 21-13         |
| 1. Doppel | Yohanes Rendy Sugiarto & Afiat Yuris Wirawan | Gan Teik Chai & Tan Bin Shen          | 25-23, 21-17        |
| 2. Einzel | Andre Kurniawan Tedjono                      | Simon Santoso                         | 23-21, 11-21, 9-21  |
| 2. Doppel | Mohammad Ahsan & Fran Kurniawan              | Markus Fernaldi Gideon & Wahyu Nayaka | 21-19, 21-18        |
| 3. Einzel | Shesar Hiren Rhustavito                      | Ary Trisnanto                         | 16-21, 21-13, 21-14 |

### Finale
PB SGS PLN ( 3-2 ) PB Jayaraya Suryanaga
| Disziplin | PB SGS PLN                                   | PB Jayaraya Suryanaga                   | Ergebnis            |
| --------- | -------------------------------------------- | --------------------------------------- | ------------------- |
| 1. Einzel | Lee Chong Wei                                | Chan Yan Kit                            | 22-20, 21-16        |
| 1. Doppel | Hendri Kurniawan Saputra & Chayut Triyachart | Alvent Yulianto & Tri Kusharyanto       | 13-21, 15-21        |
| 2. Einzel | Taufik Hidayat                               | Adnan Fauzi                             | 21-16, 23-21        |
| 2. Doppel | Hendra Gunawan & Flandy Limpele              | Rian Agung Saputro & Tri Kusuma Wardana | 16-21, 21-17, 18-21 |
| 3. Einzel | Tommy Sugiarto                               | Alrie Guna Dharma                       | 21-3, 21-12         |

## Damenteams

### Vorrunde
| Team                  | Punkte | Spiele | Siege | Niederlagen |
| --------------------- | ------ | ------ | ----- | ----------- |
| PB Jayaraya Suryanaga | 5      | 5      | 5     | 0           |
| PB Jayaraya           | 4      | 5      | 4     | 1           |
| PB Mutiara            | 3      | 5      | 3     | 2           |
| PB Djarum             | 2      | 5      | 2     | 3           |
| PB Tangkas Alfamart   | 1      | 5      | 1     | 4           |
| PB SGS PLN            | 0      | 5      | 0     | 5           |

### Spiel um Platz 3
PB Djarum ( 3-2 ) PB Mutiara
| Disziplin | PB Djarum                               | PB Mutiara                                      | Ergebnis            |
| --------- | --------------------------------------- | ----------------------------------------------- | ------------------- |
| 1. Einzel | Maria Febe Kusumastuti                  | Cheng Shao-chieh                                | 15-21, 21-17, 8-21  |
| 1. Doppel | Shendy Puspa Irawati & Meiliana Jauhari | Tiara Rosalia Nuraidah & Gebby Ristiyani Imawan | 21-13, 21-14        |
| 2. Einzel | Fransisca Ratnasari                     | Chiang Pei-hsin                                 | 21-11, 21-6         |
| 2. Doppel | Debby Susanto & Jenna Gozali            | Suci Rizky Andini & Dwi Agustiawati             | 23-21, 20-22, 19-21 |
| 3. Einzel | Ana Rovita                              | Hera Desi Ana Rachmawati                        | 21-14, 4-21, 21-14  |

### Finale
PB Jayaraya Suryanaga ( 3-0 ) PB Jayaraya
| Disziplin | PB Jayaraya Suryanaga | PB Jayaraya           | Ergebnis            |
| --------- | --------------------- | --------------------- | ------------------- |
| 1. Einzel | Yao Jie               | Bellaetrix Manuputty  | 19-21, 21-16, 21-11 |
| 2. Einzel | Lindaweni Fanetri     | Renna Suwarno         | 21-14, 21-10        |
| 3. Einzel | Aprilia Yuswandari    | Rizki Amelia Pradipta | 21-6, 21-11         |